# Beaufort (Käse)

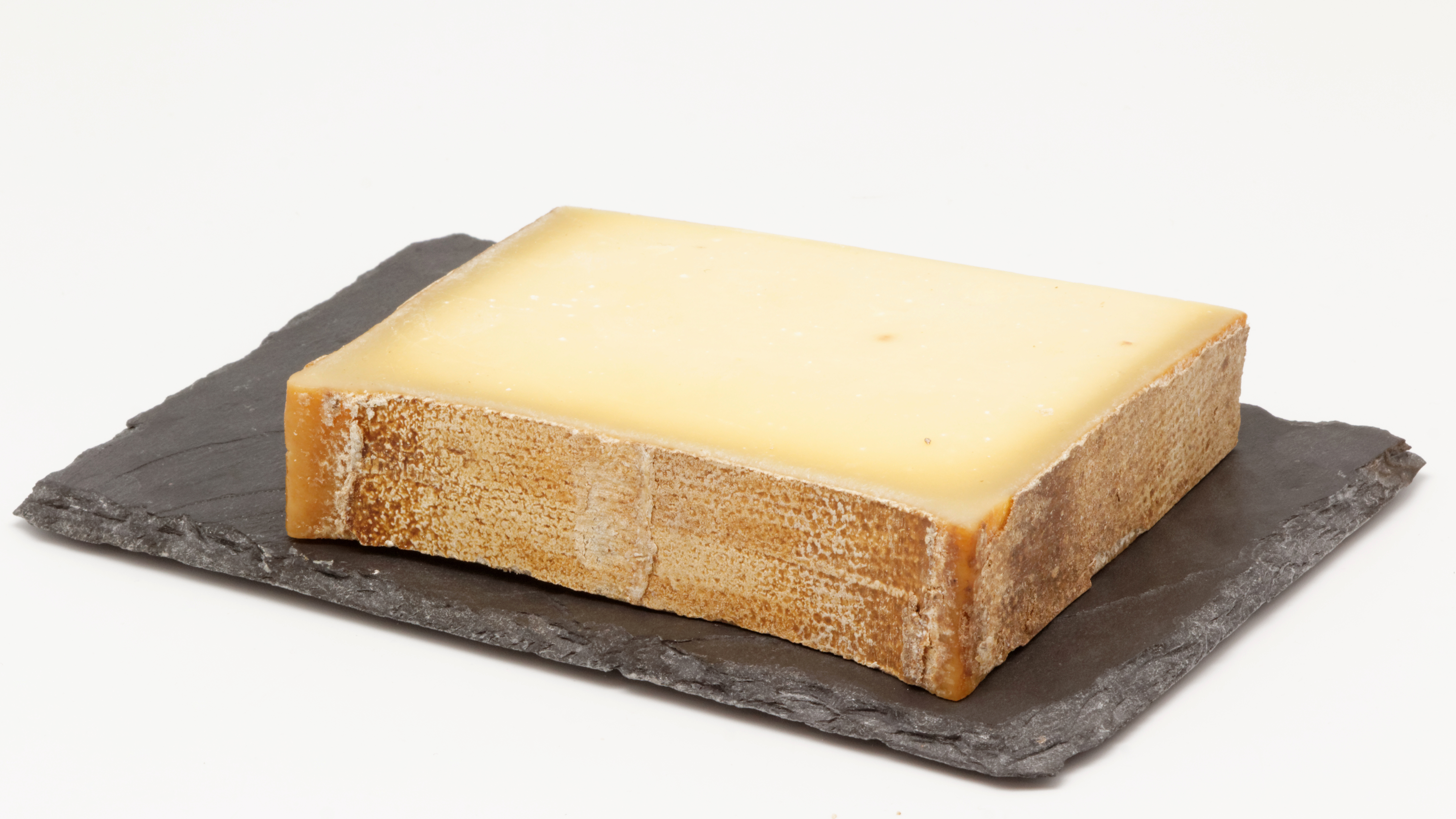
Beaufort

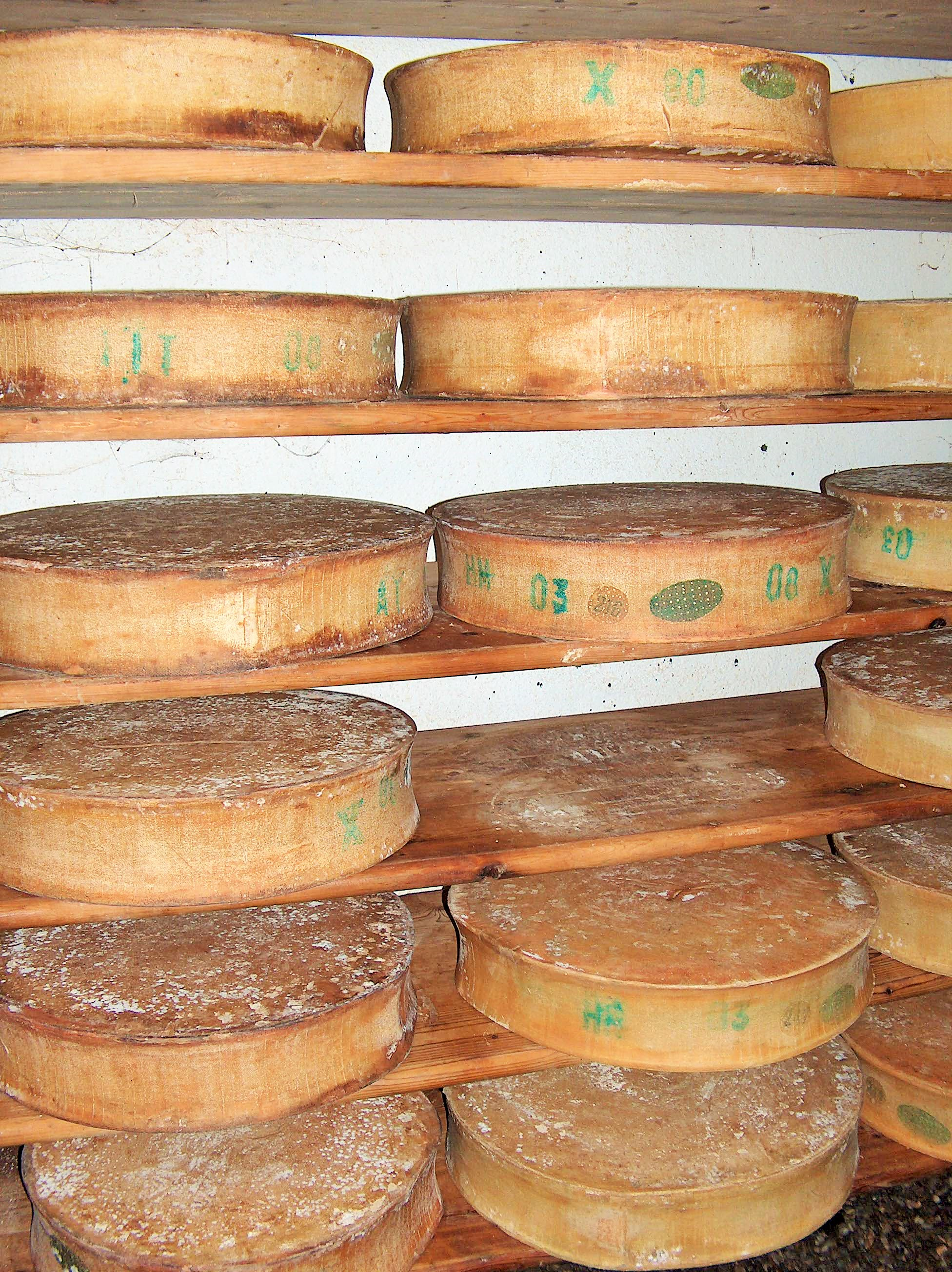
Laibe des Beaufort während des Reifens

Der Beaufort ist ein französischer Schnittkäse aus roher Kuhmilch, der im Osten des Département Savoie und zwei angrenzenden Gemeinden des Département Haute-Savoie in den französischen Alpen hergestellt wird. Seit 1945 ist Beaufort eine Herkunftsbezeichnung, seit 1996 eine geschützte Ursprungsbezeichnung (g. U.).

## Eigenschaften
Ein ausgereifter Beaufort wiegt durchschnittlich 45 Kilogramm. Es werden aber auch Käselaibe hergestellt, die nur 20 Kilogramm oder bis zu 70 Kilogramm wiegen. Der Durchmesser der zylindrischen Laibe beträgt 35 bis 75 Zentimeter bei einer Höhe von 11 bis 16 Zentimeter. Damit gehören die größeren Laibe des Beaufort zu den größten der Welt. Sie haben einen charakteristischen konkaven Rand und eine saubere und feste gelbe bis braune Rinde. Der Teig ist elfenbeinfarben bis blassgelb, mit wenigen kleinen Löchern und gelegentlichen Rissen. Portioniert verpackter Käse muss ein Stück der Rinde enthalten, das aber von der Schmiere befreit werden darf. Geriebener Käse darf nicht mehr die Bezeichnung Beaufort tragen.
Der Fettgehalt in der Trockenmasse beträgt mindestens 48 Prozent, die Trockenmasse muss mindestens 61 Gramm pro 100 Gramm Käse ausmachen.

## Geschichte

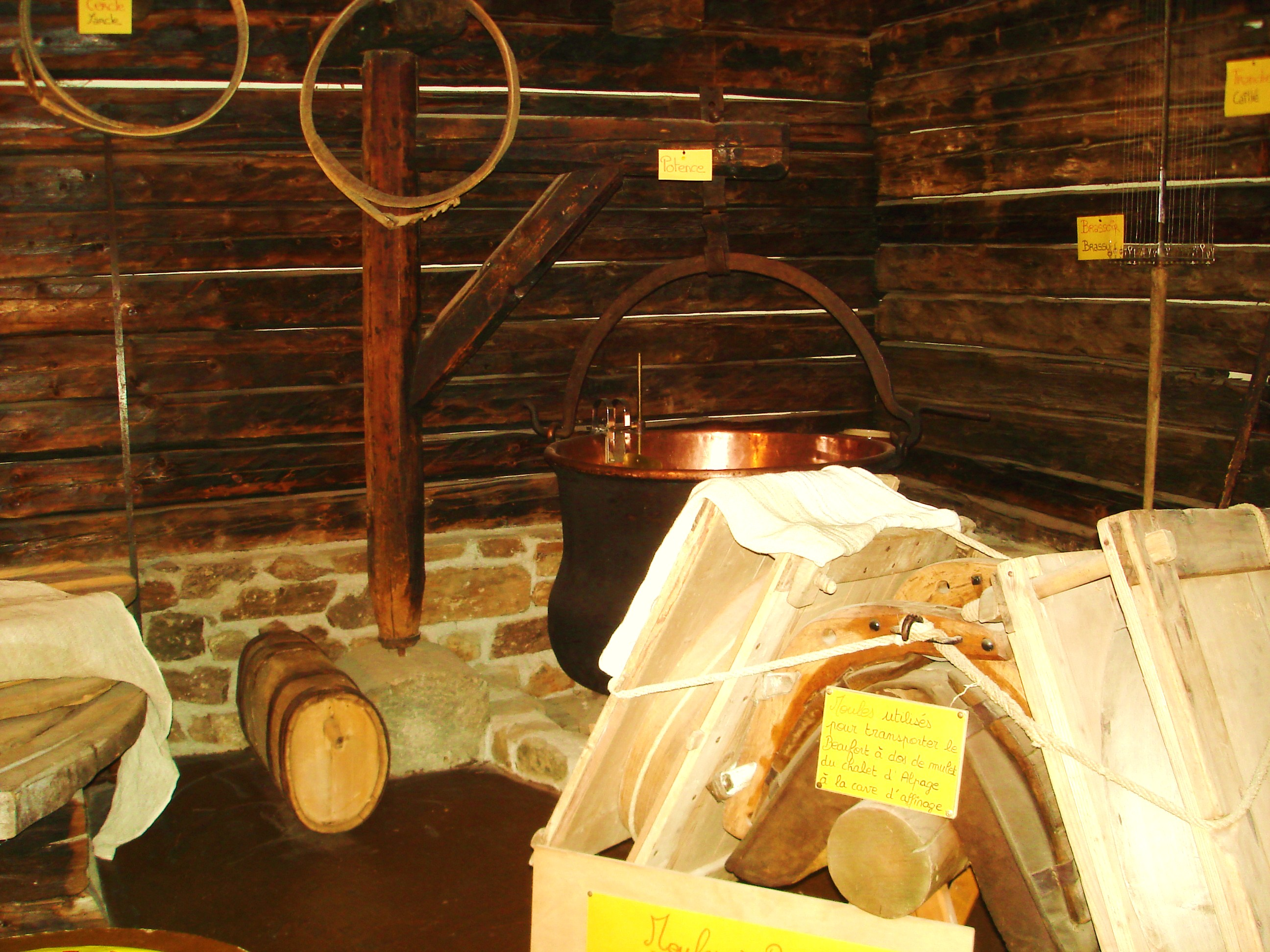
Utensilien zur bäuerlichen Käseherstellung im Museum von Beaufort

Im 13. Jahrhundert wurden in den Alpen von Bergbauern die ersten Kooperativen zur Milchverwertung gegründet. Sie verarbeiteten die von den einzelnen Bauern erzeugte Milch gemeinsam zu großen Käselaiben, die einfach in die Täler zu transportieren oder unter den Bauern aufzuteilen waren und nötigenfalls jahrelang gelagert werden konnten. So entstanden große Käse wie der Abondance und der Comté. Während des 18. Jahrhunderts wurde in den Tälern des östlichen Savoyen, die heute das Herkunftsgebiet bilden, ein dem Gruyère ähnlicher Käse mit dem Namen Grovire hergestellt. Der Käse war außerordentlich populär. Mehr als 1000 Tonnen des in Laiben von etwa 40 Kilogramm Gewicht produzierten Käses wurden während der französischen Revolution nach Paris geliefert. 1865 wurde der Grovire nach dem Zentrum seiner Herstellung, dem Beaufortain, Beaufort genannt. Die drei heute produzierten Typen Beaufort, Beaufort d’été und Beaufort chalet d’alpage und die Vorschriften für ihre Herstellung spiegeln historische Notwendigkeiten wider. Sie gehen auf die Zeit zurück, als die Käseproduktion den Bauernfamilien half, die langen Winter zu überstehen.
Bereits 1945 wurde der Beaufort in einem Erlass als französische Käsesorte mit dem Herkunftsgebiet Savoyen und Haute-Savoie aufgeführt. Beaufort wurde 1968 als Appellation d’Origine Contrôlée (AOC) eine geschützte Herkunftsbezeichnung. Seit 1996 ist Beaufort eine geschützte Ursprungsbezeichnung (g. U.).
Der Beaufort wird in den Bergregionen der östlichen Savoyen hergestellt. Das Herkunftsgebiet umfasst das Tal des Doron, die Tarentaise, die Maurienne und einen Teil des Val d’Arly. Der Käse darf nur aus Rohmilch von reinrassigen Kühen der Rassen Tarenteser (auch Tarine genannt) und Abondance hergestellt werden. Von den 111 Gemeinden des festgelegten Herkunftsgebiets befinden sich fast alle im Département Savoie, und nur zwei im Département Haute-Savoie. Mindestens 75 Prozent des Futters der Kühe muss aus dem Herkunftsgebiet stammen, und neben der eigentlichen Produktion muss auch die Reifung des Käses im Herkunftsgebiet stattfinden. Mitte der 2010er Jahre wurden jährlich 4500 Tonnen Beaufort in 127.000 Laiben hergestellt.
Der seit dem Jahr 2000 in einer kleinen Käserei in Wisconsin, USA hergestellte Pleasant Ridge Reserve ist dem Beaufort nachempfunden. Der Rohmilchkäse konnte seit 2001 drei Mal den jährlich von der American Cheese Society durchgeführten Wettbewerb als Best of Show gewinnen. Der in Vermont ebenfalls nach dem Beaufort produzierte Tarentaise steht dem Pleasant Ridge Reserve in Bezug auf die gewonnenen Auszeichnungen nur wenig nach.

## Herstellung

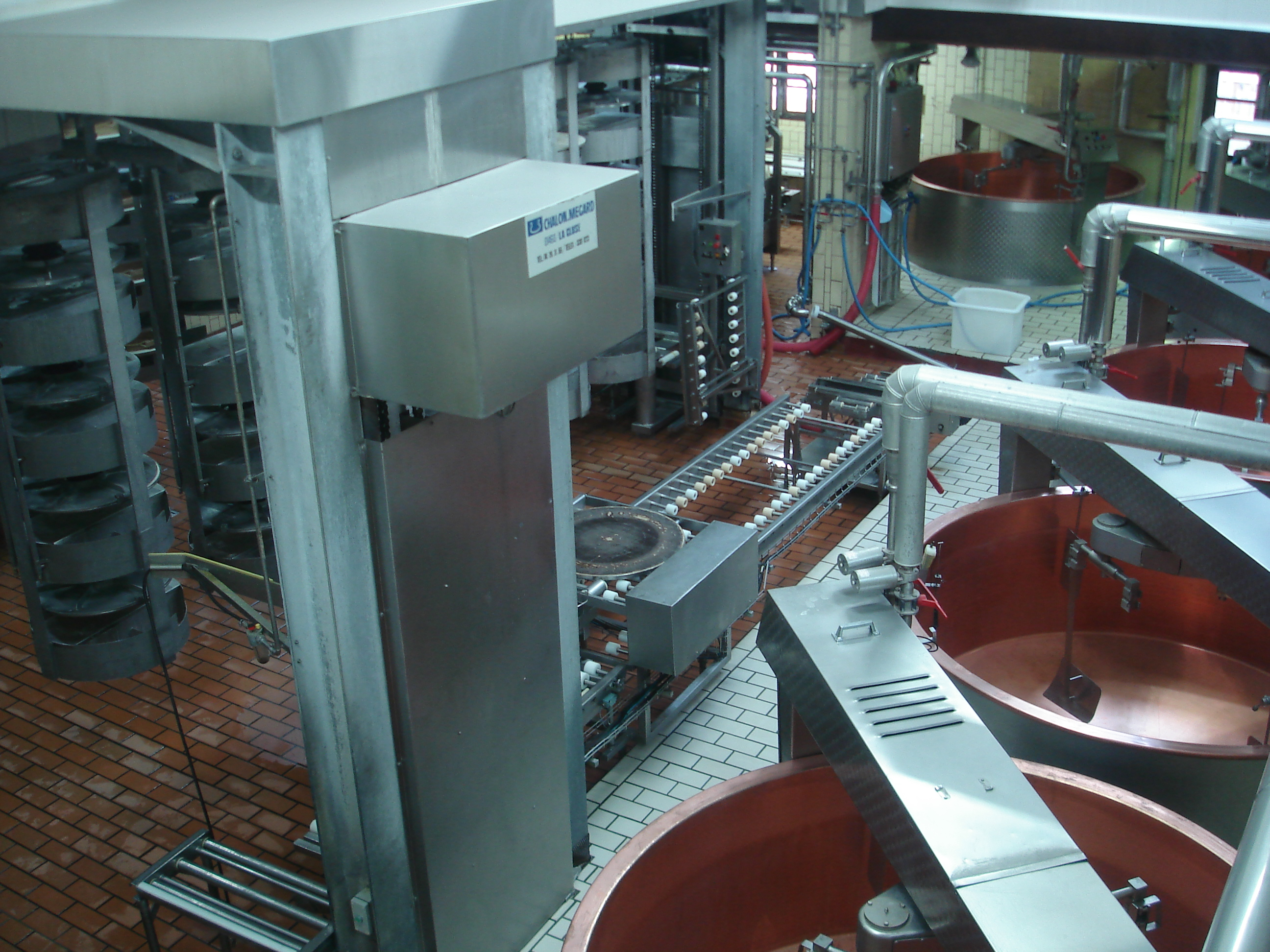
Kupferkessel in einer modernen Käserei

Beaufort wird in kleinen genossenschaftlichen Käsereien ausschließlich aus frischer ungekühlter Rohmilch hergestellt. Dabei werden entweder zwei Produktionsvorgänge täglich unmittelbar nach dem Melken durchgeführt, oder die gekühlte Milch eines ersten Melkgangs wird längstens zwei Stunden nach dem folgenden Melkgang mit dessen ungekühlter Milch verarbeitet. Charakteristisch ist für den Beaufort die Verwendung getrockneter Labmägen von Kälbern, die in proteinreduzierter Sauermolke eingelegt werden. Dieser einzigartige Starter enthält sowohl thermophile Lactobazillen, überwiegend Lactobacillus acidophilus, die den Zucker zu Beginn der Reifung vollständig abbauen, als auch Lab für das Gerinnen der Milch. Nach dem Schneiden der Dickete wird die Mischung von Bruch und Molke innerhalb von 35 bis 45 Minuten in einem Kupferkessel auf 53 bis 54 °C erhitzt und 30 bis 60 Minuten auf dieser Temperatur gehalten. Beaufort wird nicht in Edelstahlbehältern hergestellt, da der Ansatz in Kupferkesseln eine beim Beaufort unerwünschte Propionsäuregärung verhindert. Der Bruch wird mit einem Käsetuch aus dem Kessel gehoben und mit dem Tuch zum Pressen in einen hölzernen Ring mit Deckel und Boden gegeben. Nach dem vollständigen Abtropfen werden die Laibe ausgeformt und in die Reifekeller gebracht, wo sie mindestens fünf Monate bis zu länger als zwölf Monate auf ungehobelten Holzbrettern reifen. Während dieser Zeit werden die Laibe ein oder zwei Mal wöchentlich mit Salz abgerieben und gewendet.
Beaufort wird in drei Typen produziert:
- Beaufort wird von November bis Mai produziert, wenn die Kühe im Tal und zeitweise im Stall gehalten werden. Er hat einen blass cremefarbenen Teig, da die Kühe während dieser Zeit überwiegend mit Heu gefüttert werden;
- Beaufort d’été wird von Juni bis Oktober produziert. Da die Kühe auf der Weide gehalten werden, hat der Teig des Käses eine gelbe Farbe;
- Beaufort chalet d’alpage hat gegenüber dem Beaufort d’été die zusätzlichen Anforderung, dass die Milch von Kühen stammt, die auf einer Höhe von 1500 bis 2500 Metern geweidet wurden. Dabei muss die verarbeitete Milch jeweils von einer einzigen Herde stammen, und die Milch jedes Melkgangs muss separat verarbeitet werden.[2][3]

Herstellung des Beaufort
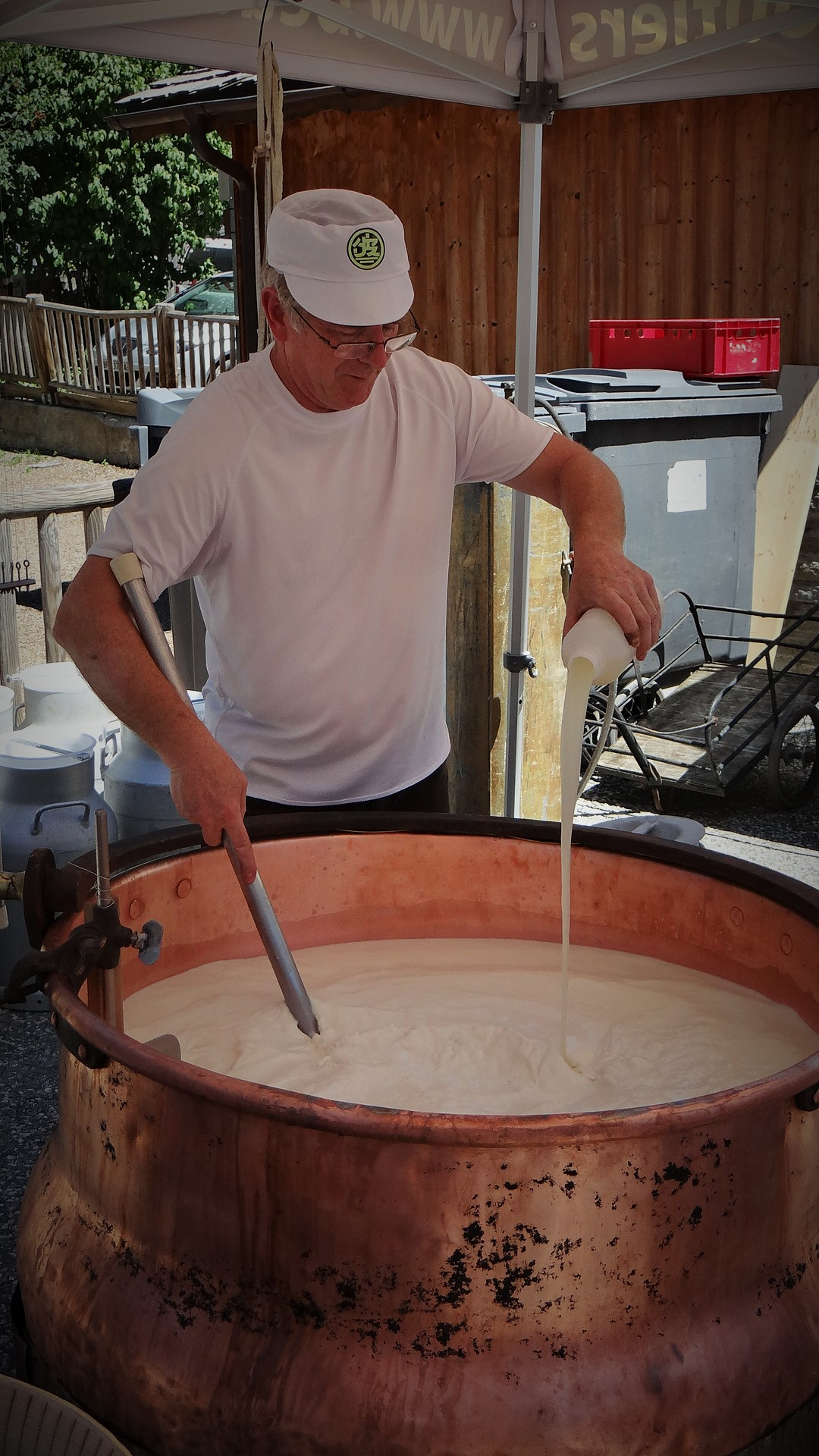
Zugabe des Lab
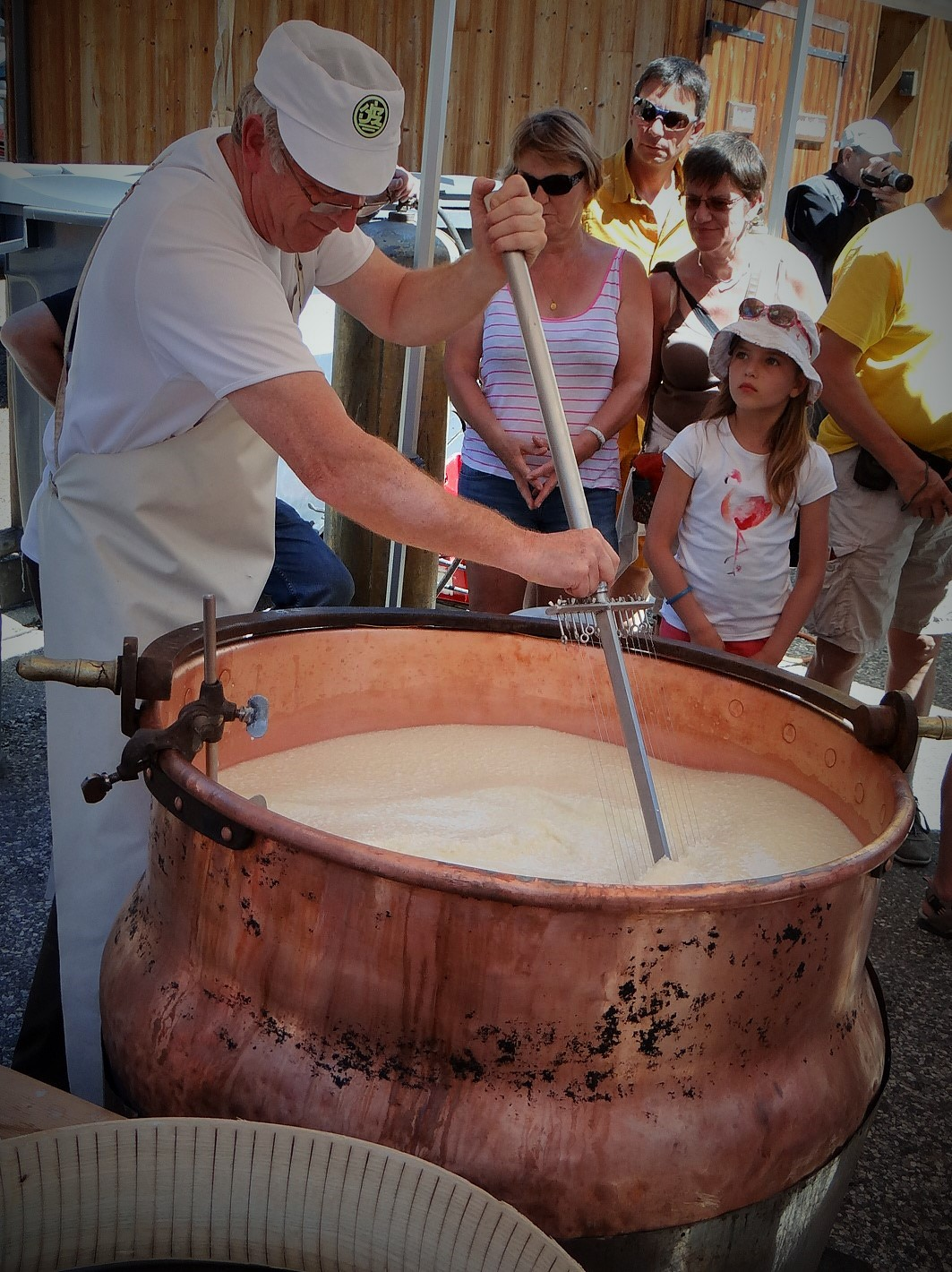
Zerschneiden der Dickete mit der Käseharfe
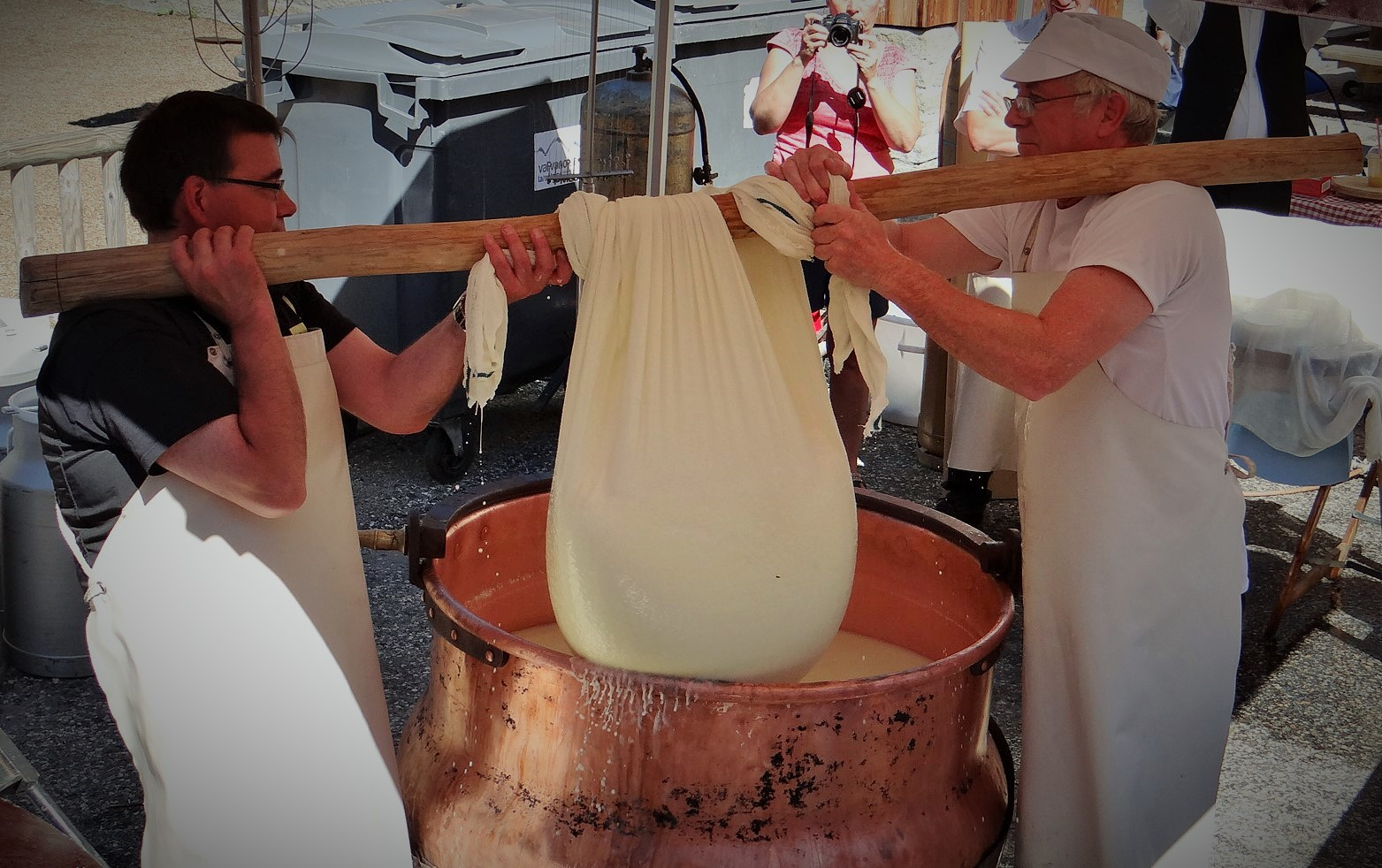
Herausheben des Bruchs
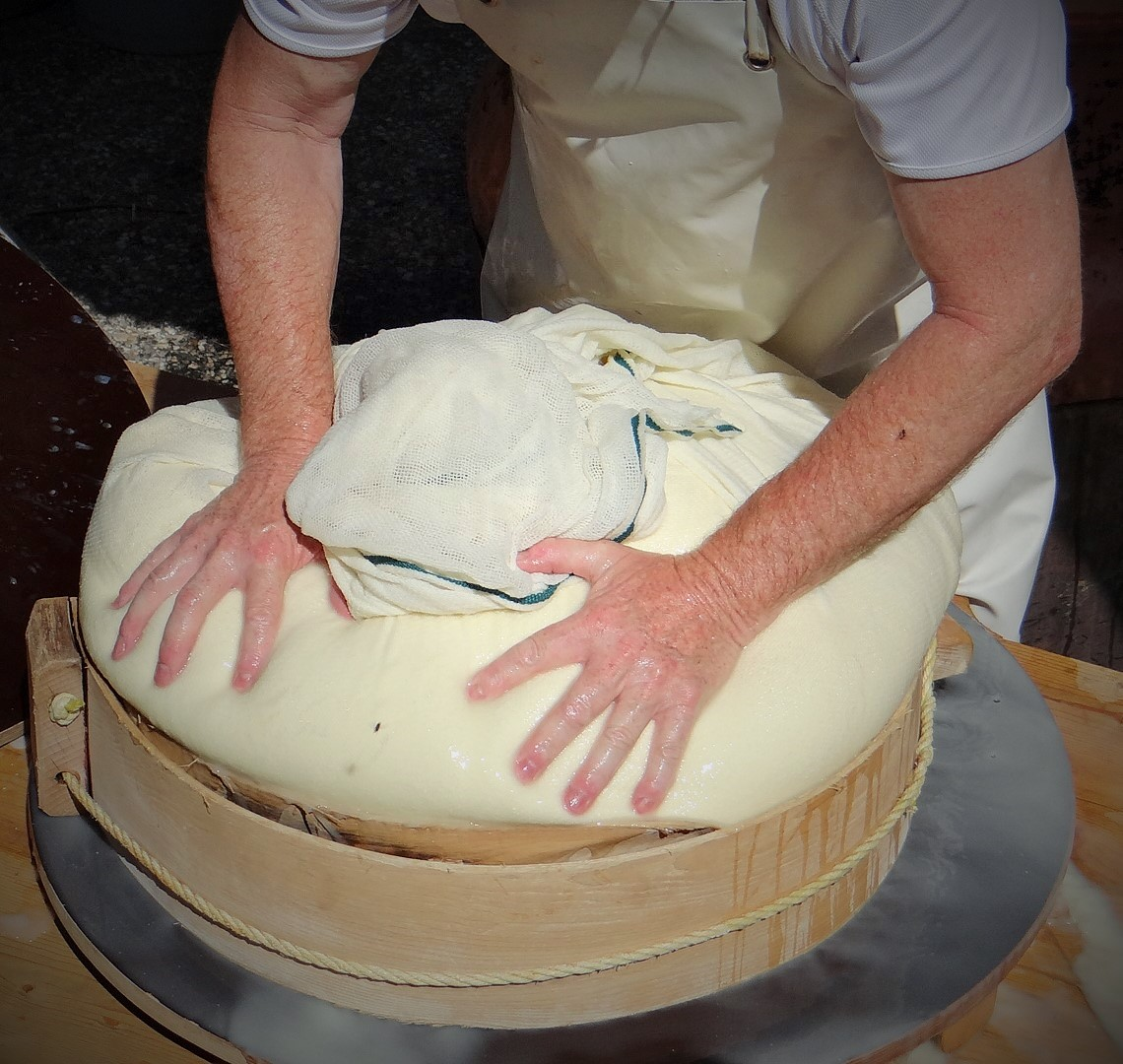
Einlegen des Bruchs in die Form
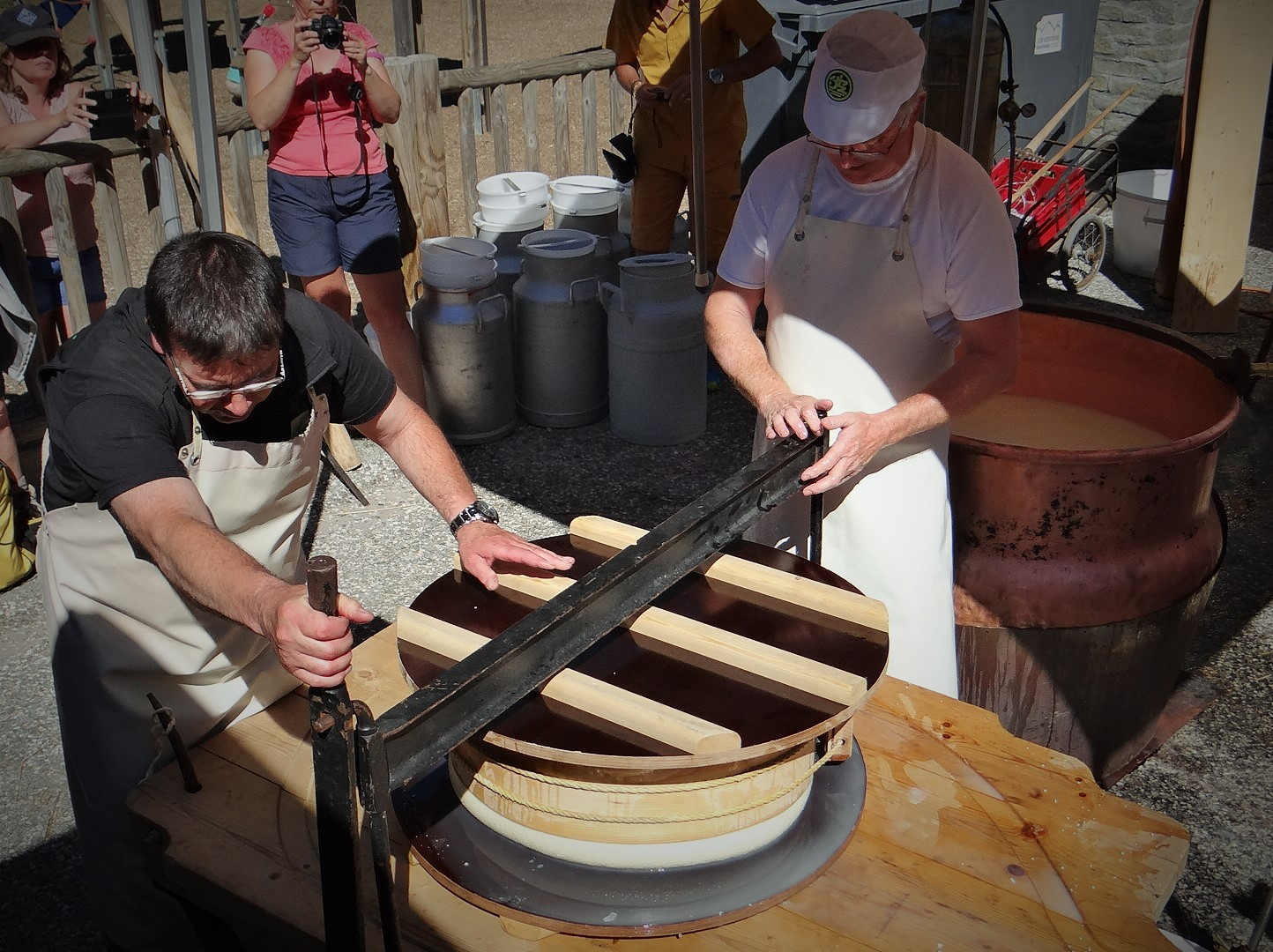
Pressen des Bruchs in der Form
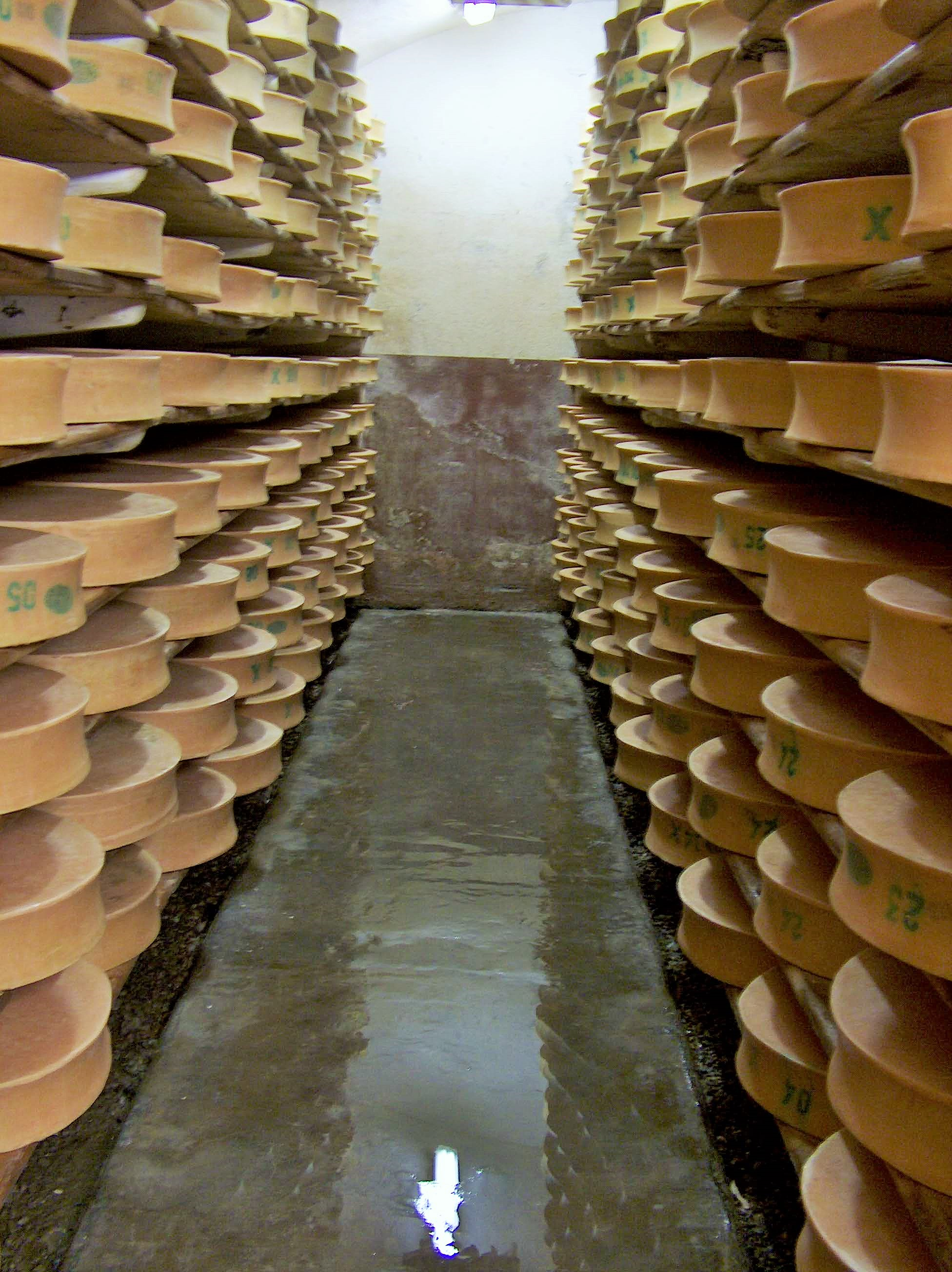
Beauforts im Reifekeller

## Verzehr
Beaufort ist eine wichtige Zutat zweier savoyardischer Spezialitäten, des Fondue Savoyarde und des Gratin aux Crozets. Darüber hinaus eignet er sich für alle Gerichte mit überbackenem Käse und für Salate mit Käse. Passende Weine sind Pinot noir, Chardonnay und Riesling, oder auch ein Champagner.

## Belege
1. ↑  
Verordnung (EG) Nr. 1107/96 der Kommission vom 12. Juni 1996 zur Eintragung geographischer Angaben und Ursprungsbezeichnungen gemäß dem Verfahren nach Artikel 17 der Verordnung (EWG) Nr. 2081/92 des Rates, abgerufen am 19. Januar 2020
2. 1 2 3 4 5 6 7  
Eric Beuvier: Beaufort. In: Catherine Donnelly (Hrsg.): The Oxford Companion to Cheese. Oxford University Press, Oxford 2016, ISBN 978-0-19-933088-1, S. 63 (englisch).
3. 1 2 3 4 5 6  
Veröffentlichung eines Änderungsantrags nach Artikel 6 Absatz 2 der Verordnung (EG) Nr. 510/2006 des Rates zum Schutz von geografischen Angaben und Ursprungsbezeichnungen für Agrarerzeugnisse und Lebensmittel, abgerufen am 31. Januar 2020
4. ↑  
Sylvie Lortal: France. In: Catherine Donnelly (Hrsg.): The Oxford Companion to Cheese. Oxford University Press, Oxford 2016, ISBN 978-0-19-933088-1, S. 291–294 (englisch).
5. ↑  
Jeanne Carpenter: Pleasant Ridge Reserve. In: Catherine Donnelly (Hrsg.): The Oxford Companion to Cheese. Oxford University Press, Oxford 2016, ISBN 978-0-19-933088-1, S. 574 (englisch).
6. ↑  
John W. Fischer: Cheese. Delmar, Clifton Park NY 2011, ISBN 978-1-4354-0117-4, S. 117–118 (englisch).
7. ↑  
Juliet Harbutt (Hrsg.): World Cheese Book. Dorling Kindersley, London u. a. 2009, ISBN 978-0-7566-5442-9, S. 38–39 (englisch).